# Rosenbrock-Wanner-Verfahren
Die Rosenbrock-Wanner-Verfahren (oder ROW-Methoden, oft auch nur als Rosenbrock-Verfahren bezeichnet) sind in der Numerik spezielle Einschrittverfahren zur näherungsweisen Lösung gewöhnlicher Differentialgleichungen. Sie sind benannt nach Howard H. Rosenbrock und Gerhard Wanner.
Bei den Einschrittverfahren besitzen bestimmte implizite Runge-Kutta-Verfahren für steife Anfangswertprobleme sehr gute Stabilitätseigenschaften, ihre praktische Durchführung erfordert aber wegen der Lösung von nichtlinearen Gleichungen einen hohen Rechenaufwand. Aus diesem Grund betrachtet man linear-implizite Verfahren wie die Rosenbrock-Wanner-Verfahren.

## Verfahrens-Struktur
Wie bei Runge-Kutta-Verfahren besitzen die Verfahren {\displaystyle s} verschiedene Stufen, welche die Lösung {\displaystyle y(t)} des Systems {\displaystyle y'(t)=f{\big (}t,y(t){\big )}} an Zwischenstellen {\displaystyle t_{n}+h_{n}c_{i},\,i=1,\ldots ,s,} eines Zeitschritts der Schrittweite {\displaystyle h=h_{n}} approximieren.
Im Unterschied zu Runge-Kutta-Verfahren sind aber nur lineare Gleichungssysteme zu lösen. Das Verfahren besitzt Koeffizientensätze {\displaystyle a_{ij},\gamma _{ij},b_{i}}, die Verfahrensgestalt ist
{\displaystyle {{\big (}I-h\gamma _{ii}T{\big )}k_{i}=f{\Bigl (}t_{n}+hc_{i},y_{n}+h\sum _{j=1}^{i-1}a_{ij}k_{j}{\Bigr )}+hT\sum _{j=1}^{i-1}\gamma _{ij}k_{j}+hd_{i}f_{t}(t_{n},y_{n}),\ i=1,\ldots ,s}}
{\displaystyle y_{n+1}=y_{n}+h\sum _{i=1}^{s}b_{i}k_{i}}
In jeder Stufe ist also ein lineares {\displaystyle d\times d}-System zu lösen, wenn {\displaystyle f:\,\mathbb {R} \times \mathbb {R} ^{d}\to \mathbb {R} ^{d}} ist.
Die Matrix {\displaystyle T} in den Stufensystemen ist die Jacobimatrix am Anfang des Zeitschritts, {\displaystyle T=f_{y}(t_{n},y_{n})}, zwischen den Verfahrenskoeffizienten fordert man die Beziehungen
{\displaystyle c_{i}=\sum _{j=1}^{i-1}a_{ij},\quad d_{i}=\sum _{j=1}^{i}\gamma _{ij}.}
Wenn alle {\displaystyle \gamma _{ii}\equiv \gamma } gleich sind, ist beim Gauß-Algorithmus die teure LR-Zerlegung nur einmal zu berechnen.
Die Verfahren können ebenfalls durch ein (erweitertes) Butcher-Tableau
{\displaystyle {\begin{array}{c|c|c}c&A&\Gamma \\\hline &b&\end{array}}}
beschrieben werden, wobei {\displaystyle A=(a_{ij})} und {\displaystyle \Gamma =(\gamma _{ij})}  untere Dreieckmatrizen sind.
Eine ursprüngliche Form der Verfahren ohne die Zusatzterme mit {\displaystyle \gamma _{ij},j<i}, geht auf H.H. Rosenbrock (1963) zurück, die vollständige Form wurde 1977 von G. Wanner eingeführt.

## Konsistenz und Stabilität
Die ROW-Methoden lassen sich so interpretieren, dass man bei einem diagonal-impliziten Runge-Kutta-Verfahren genau einen Schritt des Newton-Verfahrens ausführt. Daher sind für ein Verfahren der Ordnung {\displaystyle p} mindestens {\displaystyle s\geq p-1} Stufen erforderlich.
Bei geeigneter Wahl des Diagonalwerts {\displaystyle \gamma \equiv \gamma _{ii}} existieren A-stabile Verfahren.

## Beispiel-Verfahren
Das zwei-stufige Verfahren mit dem Tableau
{\displaystyle {\begin{array}{c|cc|cc}0&0&&\gamma &0\\{\frac {2}{3}}&{\frac {2}{3}}&0&-{\frac {4}{3}}\gamma &\gamma \\\hline &{\frac {1}{4}}&{\frac {3}{4}}&\end{array}}}
und {\displaystyle \gamma =(1+1/{\sqrt {3}})/2} besitzt Ordnung 3 und ist A-stabil.
Es gibt eine effiziente ROW-Methode GRK4T von Kaps und Rentrop mit {\displaystyle s=4} Stufen und Ordnung {\displaystyle p=4}, bei dem über ein eingebettetes Verfahren auch eine Schrittweitensteuerung möglich ist.

## Verallgemeinerungen
Wenn man die Bedingung {\displaystyle T=f_{y}(t_{n},y_{n})} fallen lässt, bekommt man sogenannte W-Methoden, bei denen man eine grobe Approximation {\displaystyle T} der Jacobimatrix von {\displaystyle f} verwenden kann, etwa indem man die LR-Zerlegung von {\displaystyle I-h\gamma T} nicht in jedem Zeitschritt neu berechnet. Für diesen Typ existieren aber nur Verfahren geringer Ordnung.